# Leevi Mutru
Leevi Mutru, né le 16 mai 1995 à Asikkala, est un coureur finlandais du combiné nordique.

## Biographie
Licencié au Lahti SC, Leevi Mutru prend part à sa première saison dans l'équipe nationale en 2013, où il court les Championnats du monde junior.
Il fait ses débuts en coupe du monde en novembre 2014 à Ruka (51e). Il marque ses premiers points en janvier 2015 à Chaux-Neuve avec une 25e place. Il obtient sa sélection pour les Championnats du monde 2015.
Il réalise ses meilleurs résultats dans la Coupe du monde en janvier 2017 où il est 10e et 13e à Lahti. Au niveau collectif, il monte sur le premier podium en épreuve par équipes en 2018 à Chaux-Neuve. Entre-temps, il devient champion de Finlande.
Aux Jeux olympiques d'hiver de 2018, il est 31e en individuel (grand tremplin) et sixième par équipes.
Aux Championnats du monde 2019 à Seefeld, il obtient son meilleur résultat depuis deux ans en terminant dixième à l'épreuve avec petit tremplin. Cet hiver, il se classe aussi neuvième en Coupe du monde à Lahti.

## Palmarès

### Jeux olympiques d'hiver
| Épreuve / Édition   | Individuel     | Individuel     | Par équipes Grand tremplin |
| Épreuve / Édition   | Petit tremplin | Grand tremplin | Par équipes Grand tremplin |
| JO 2018 Pyeongchang | -              | 31e            | 6e                         |

### Championnats du monde
| Épreuve / Édition     | Individuel     | Individuel     | Par équipes           | Par équipes           |
| Épreuve / Édition     | Petit tremplin | Grand tremplin | Grand tremplin Sprint | Petit tremplin Relais |
| Mondiaux 2015 Falun   | 32e            | 35e            | -                     | 9e                    |
| Mondiaux 2017 Lahti   | 31e            | 23e            | -                     | 5e                    |
| Mondiaux 2019 Seefeld | 10e            | 21e            | -                     |                       |

### Coupe du monde
- Meilleur classement général : 36e en 2017.
- Meilleur résultat individuel : 9e.
- 1 podium par équipes.

#### Différents classements en Coupe du monde
| Année     | Classement général final |
| 2014-2015 | 68e                      |
| 2016-2017 | 36e                      |
| 2017-2018 | 47e                      |
| 2018-2019 | 38e                      |
| 2019-2020 | 44e                      |
| 2020-2021 | 53e                      |
| 2021-2022 | -                        |
| 2022-2023 | 45e                      |